# Almonacid de Toledo
Almonacid de Toledo ist ein Dorf und eine zentralspanische Gemeinde (municipio) mit 931 Einwohnern (Stand: 2024) in der Provinz Toledo in der Autonomen Gemeinschaft Kastilien-La Mancha.

## Lage
Almonacid de Toledo liegt etwa 15 Kilometer südöstlich von Toledo in der historischen Provinz La Mancha in einer Höhe von ca. 720 m.
Das Klima im Winter ist rau, im Sommer dagegen trocken und warm; der Regen (ca. 419 mm/Jahr) fällt überwiegend in den Wintermonaten.

## Bevölkerungsentwicklung
| Jahr      | 1970 | 1981 | 1991 | 2001 | 2011 | 2021 |
| Einwohner | 1330 | 975  | 836  | 792  | 874  | 841  |

## Sehenswürdigkeiten

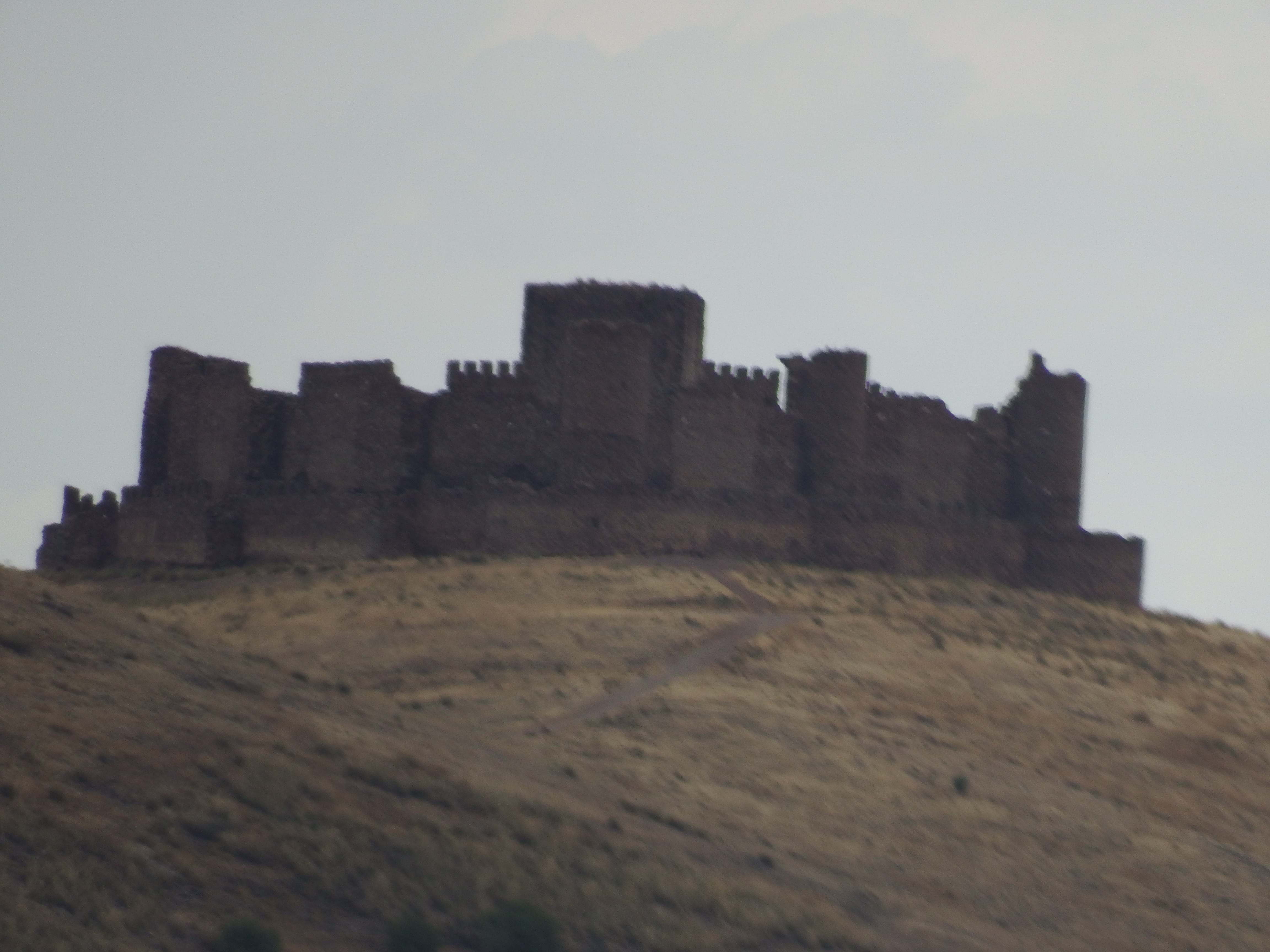
Burganlage von Almonacid
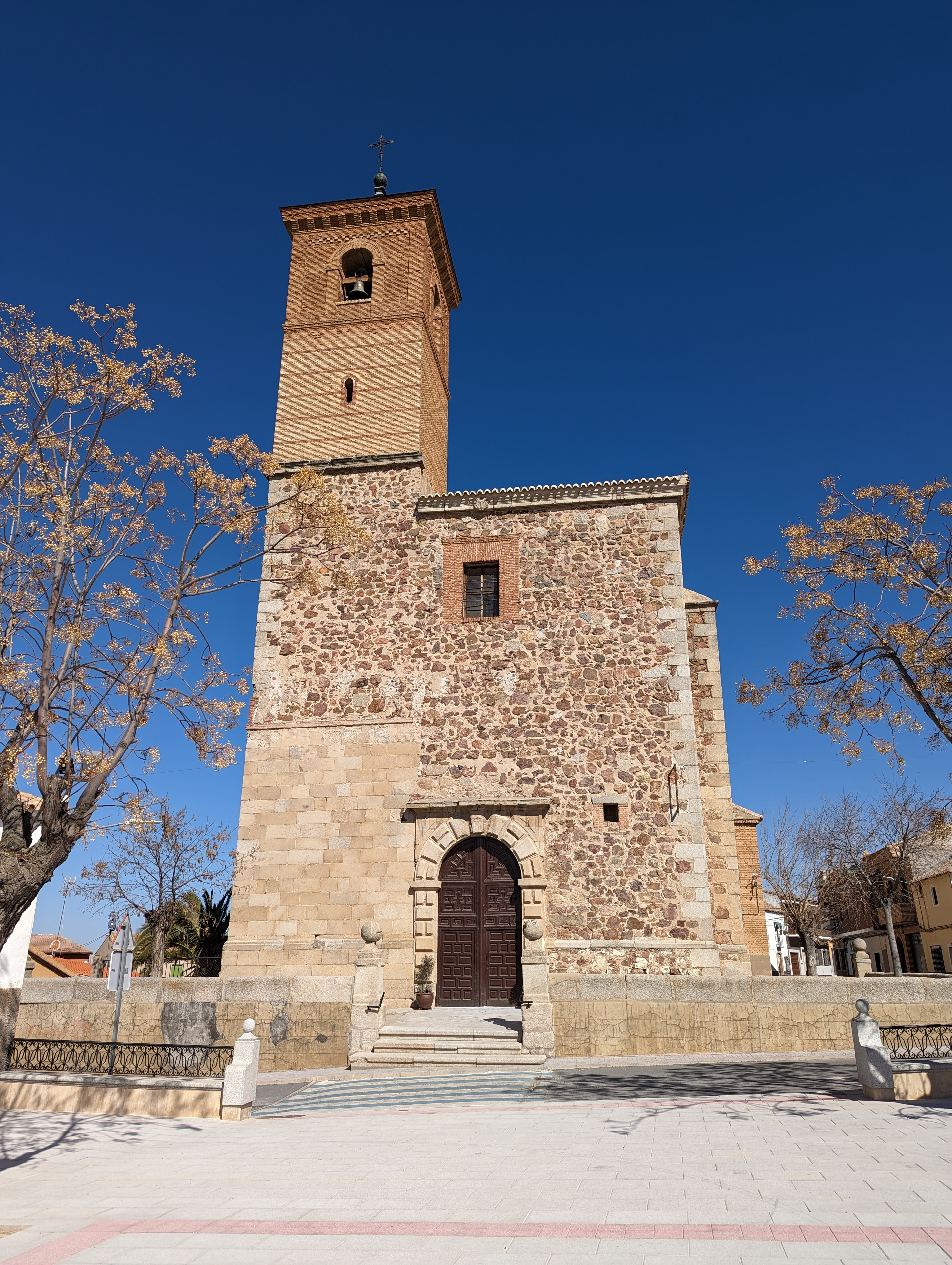
Antoniuskirche
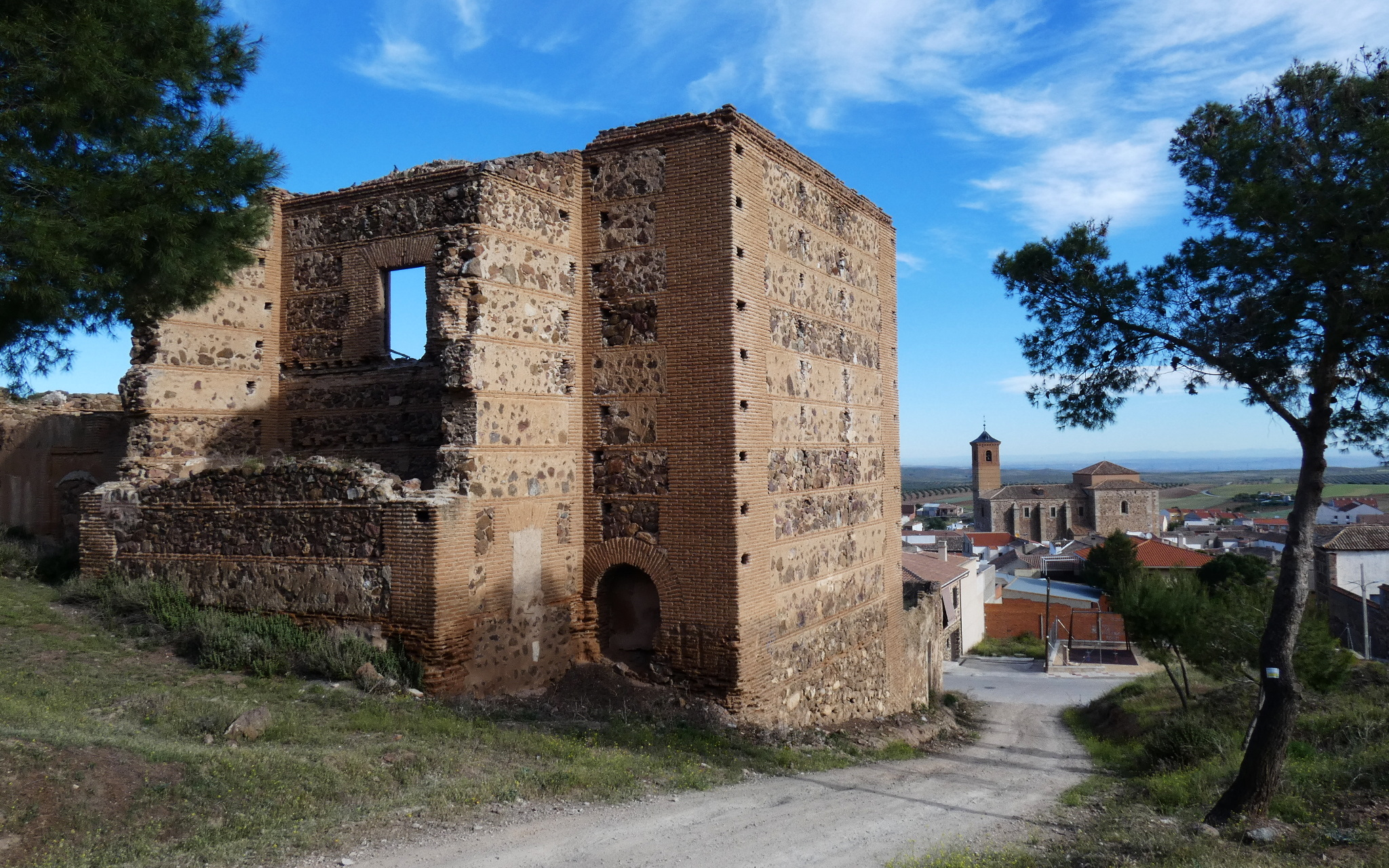
alte Kirche
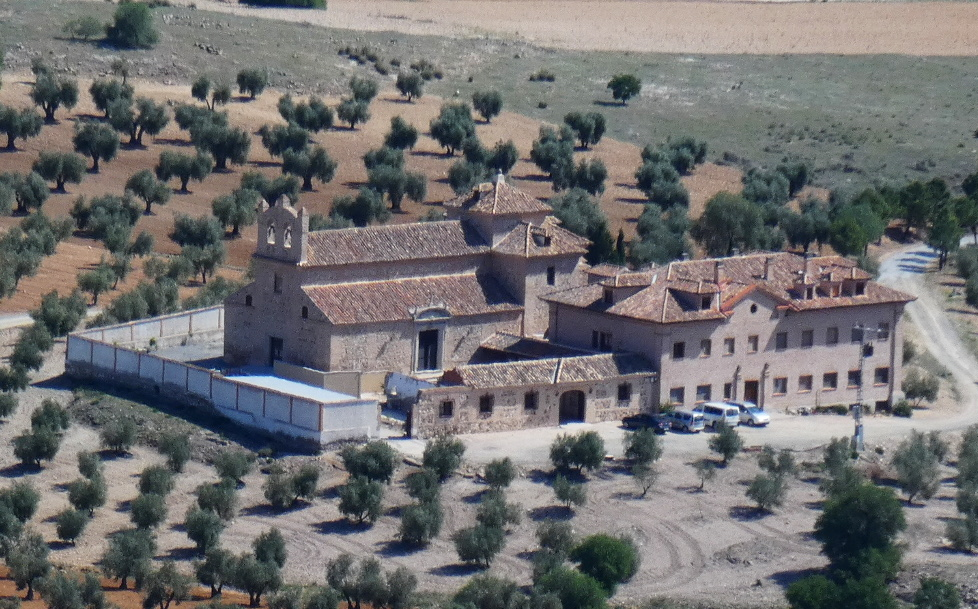
Marienkapelle (inmitten der Olivenhaine)

- Marienkapelle
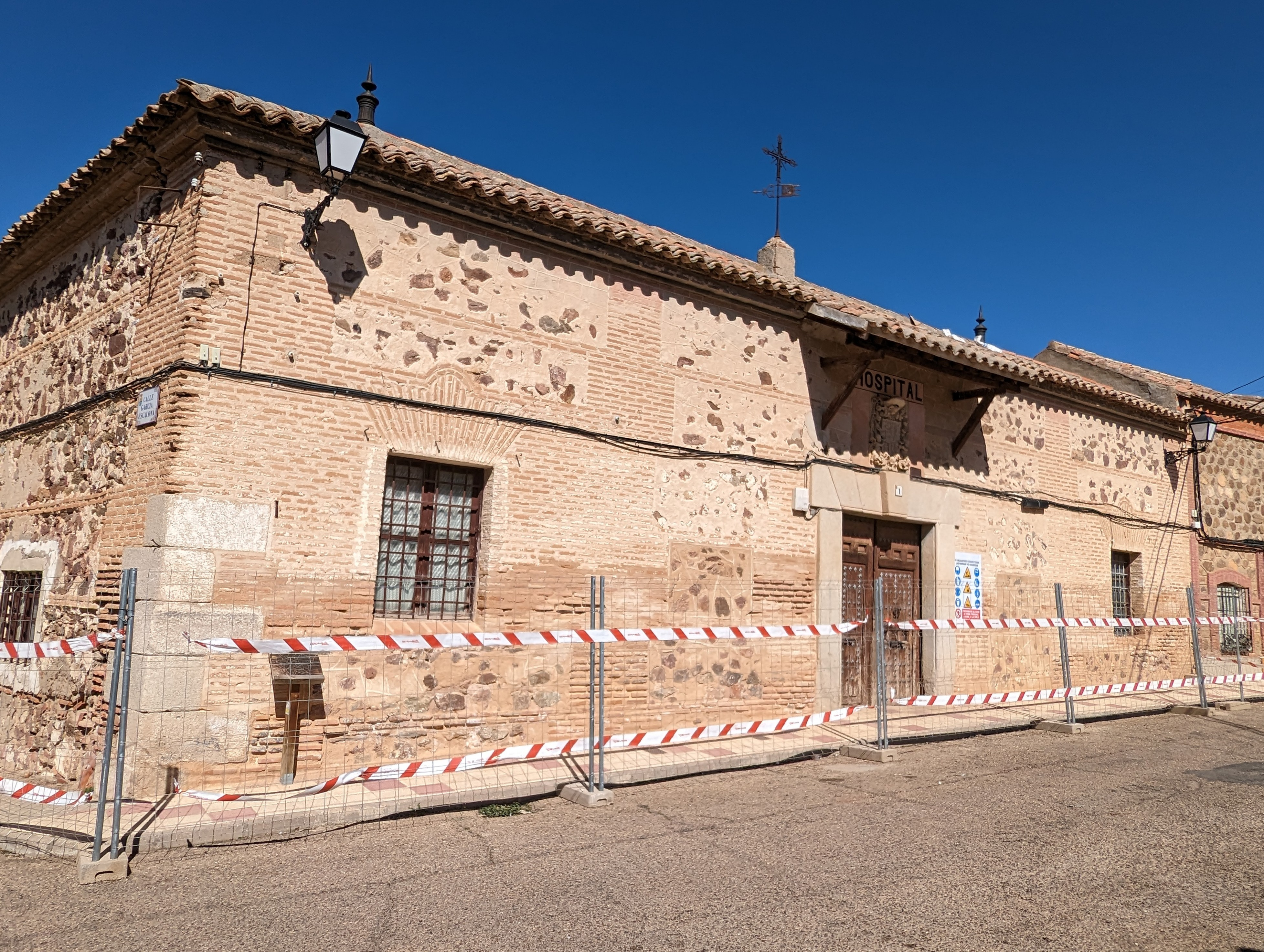
Hospital García Escalona
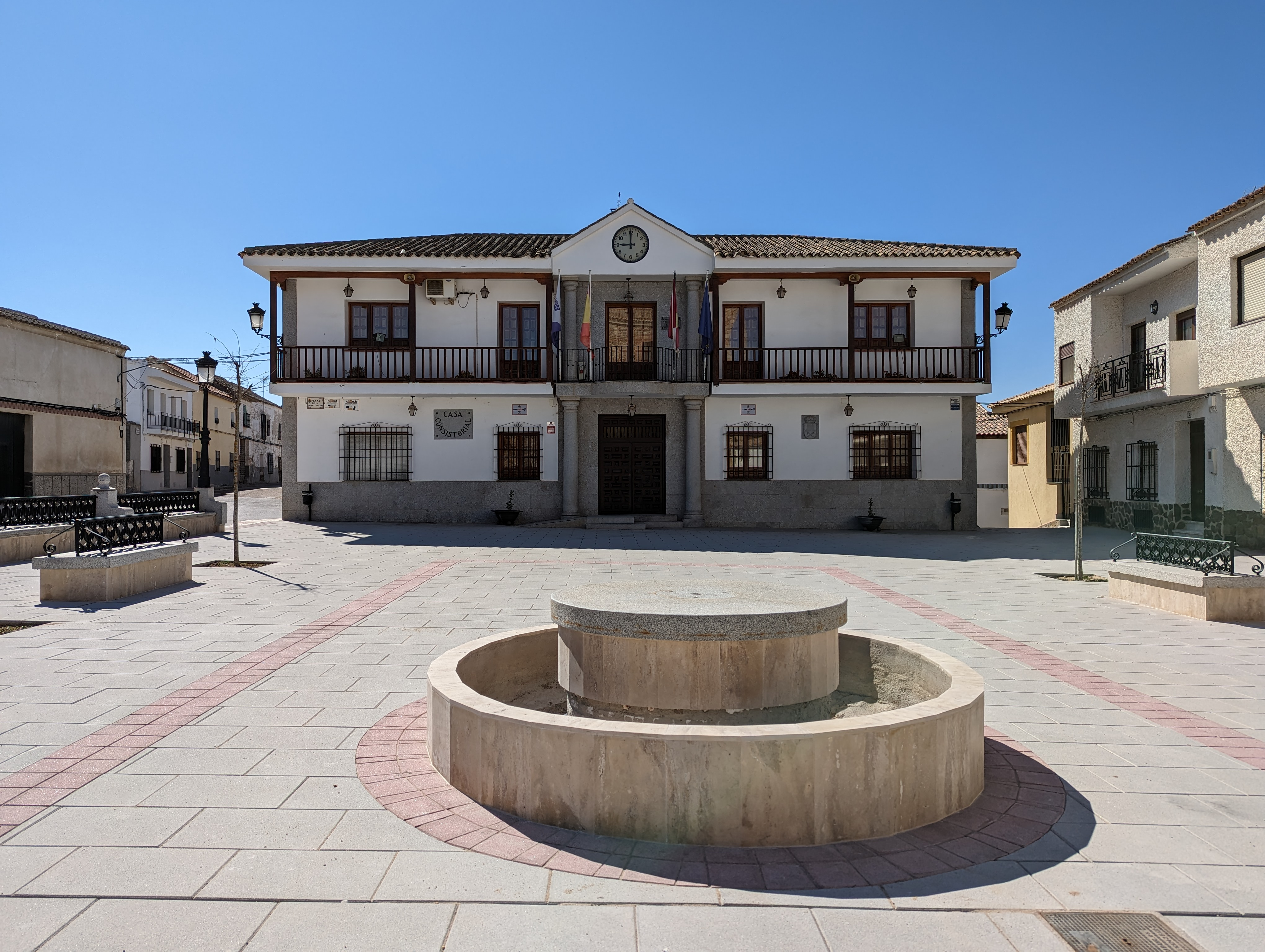
Rathaus

- Burganlage von Almonacid
- Antoniuskirche
- Alte Kirche
- Marienkapelle (inmitten der Olivenhaine)
- Hospital García Escalona
- Rathaus

## Persönlichkeiten
- Sebastián de Almonacid (1460–1526), Bildhauer